# Гаверов, Григорий Степанович
Григо́рий Степа́нович Га́веров (12 июня 1931, Киев — 28 августа 2002, Иркутск) — советский и российский учёный-правовед, специалист в области уголовного права, доктор юридических наук (1983), профессор (1986). Заслуженный юрист Российской Федерации (1999).

## Биография
Окончил Иркутский государственный университет (1954). Работал в органах прокуратуры. С 1961 по 1991 год — старший преподаватель, доцент, профессор Иркутского государственного университета. С 1994 года — профессор Иркутской государственной экономической академии, заведующий кафедрой Байкальского государственного университета экономики и права. Специалист по уголовному праву, изучал проблемы применения условного наказания к несовершеннолетним преступникам, правовую природу уголовно-правовых мер, не связанных с лишением свободы.
Автор художественных книг.

## Память
- В Иркутске на здании, где работал Григорий Гаверов, установлена мемориальная доска[1].